# Saint-Gorgon-Main
 Saint-Gorgon-Main  es una comuna y población de Francia, en la región de Franco Condado, departamento de Doubs, en el distrito de Pontarlier y cantón de Montbenoît.
Su población en el censo de 1999 era de 195 habitantes.
Está integrada en la Communauté de communes du Canton de Montbenoît .

## Demografía
| 135 | 146 | 160 | 163 | 188 | 195 |
| Para los censos de 1962 a 1999 la población legal corresponde a la población sin duplicidades (Fuente: INSEE [Consultar]) |     |     |     |     |     |